# Tulca
Tulca is een Roemeense gemeente in het district Bihor.
Tulca telt 2876 inwoners.